# Rhynchospora schottmuelleri
Rhynchospora schottmuelleri är en halvgräsart som beskrevs av Johann Otto Boeckeler. Rhynchospora schottmuelleri ingår i släktet småag, och familjen halvgräs. Inga underarter finns listade i Catalogue of Life.